# Juan Carlos Suñén
Juan Carlos Suñén (Madrid, 1956) es un poeta español en lengua castellana. Suñén reside en la actualidad en Magaz de Abajo, una pequeña localidad de la comarca del Bierzo, en Castilla y León, junto a su esposa, Raquel Enríquez, profesora jubilada de Lengua y Literatura del IES Álvaro de Mendaña, de Ponferrada. Fue fundador y director de la influyente revista de crítica El Crítico, y escribió crítica literaria en los diarios El País y ABC Cultural, así como en distintos medios, ejerciendo también de caricaturista ocasional para las revistas El Urogallo, El Crítico y Culturas (ABC). Fundó en 1989, junto a Alejandro Gándara y Constantino Bértolo, la Escuela De Letras. Su obra aparece en diversos recuentos y antologías de la poesía reciente como La prueba del nueve, Antología de poesía española actual de Antonio Ortega, El último tercio del siglo (visor), Poesía española reciente (1980-2000), de Juan Cano Ballesta, Metalingüísticos y sentimentales, de Marta Sanz Pastor o Vapor transatlántico, de Miguel Ángel Zapata. Fue candidato al Parlamento Europeo por la formación Podemos, en 2014. Fue profesor del Máster de Edición Literaria de la Universidad Complutense de Madrid y comisario del ciclo de poesía española "Favorables, Madrid, poema" en CentroCentro (Madrid) entre 2012 y 2016.

## Obra

### Obra poética
- Desaparecer. Amazon, 1988-2025.
- Para nunca ser vistos. Ediciones Libertarias, 1988
- Un ángel menos. Amazon, 1989-2025.
- Por fortunas peores. Amazon, 1992-2025.
- Un hombre no debe ser recordado. Amazon, 1992-2025.
- La prisa. Amazon, 1994-2025.
- El hombro izquierdo. Amazon, 1995-2025.
- Cien niños. Amazon, 1999-2025.
- La misma mitad. Amazon, 2004-2025.
- En el hotel. Amazon, 2004-2025.
- La habitación amarilla. Amazon, 2012-2025.

### Traducciones
- Arto Paasilinna, El año de la liebre. Ediciones de la Torre, 1998.

## Artículos y colecciones de artículos
- El buscador de oro.Insula: revista de letras y ciencias humanas, ISSN 0020-4536, N.º 534, 1991, pags. 12-13
- Matrimonio del cielo y de la tierra. Insula: revista de letras y ciencias humanas, ISSN 0020-4536, N.º 547-548, 1992, pag. 29
- De lo privado como arma arrojadiza. Insula: revista de letras y ciencias humanas, ISSN 0020-4536, N.º 564, 1993, pags. 23-25
- La poética de los críticos. Insula: revista de letras y ciencias humanas, ISSN 0020-4536, N.º 587-588, 1995 (Ejemplar dedicado a: ¿Hacia una nueva crítica?), pags. 11-27
- El viaje de todos. El Extramundi y los papeles de Iria Flavia, ISSN 1134-9905, Año n.º 6, N.º 23, 2000, pags. 85-96
- Vanguardia y surrealismo en la poesía española actual: la otra vía .Insula: revista de letras y ciencias humanas, ISSN 0020-4536, N.º 512-513, 1989, pags. 57-59
- En los oídos de la música .Insula: revista de letras y ciencias humanas, ISSN 0020-4536, N.º 528, 1990, pags. 26-27
- Puro interior. Insula: revista de letras y ciencias humanas, ISSN 0020-4536, N.º 553, 1993, pags. 12-13
- Modernidad practicable: filología y re-significación. Insula: revista de letras y ciencias humanas, ISSN 0020-4536, N.º 593, 1996, pags. 20-21
- Subverting a Genre: 's Un hombre no debe ser recordado. Dennis Perri. Confluencia: Revista hispánica de cultura y literatura, ISSN 0888-6091, Vol. 17, N.º 2, 2002, pags. 121-135
- Por qué es importante lo que vamos a leer? Escuela de letras de Castilla-La Mancha. Idea La Mancha: Revista de Educación de Castilla-La Mancha, ISSN 1699-6429, N.º. 1, 2005, pags. 130-133
- Lo difícil y el bien. Insula: revista de letras y ciencias humanas, ISSN 0020-4536, N.º 565, 1994 (Ejemplar dedicado a: Los pulsos del verso: última poesía española), pags. 33-36
- La misma mitad. El Extramundi y los papeles de Iria Flavia, ISSN 1134-9905, Año n.º 8, N.º 30, 2002, pags. 89-104
- ¿Crítica militante? problemas de la poesía al filo del milenio. Diablotexto: Revista de crítica literaria, ISSN 1134-6302, N.º 1, 1994, pags. 13-28
- Pluma blanca sobre mar negro. Insula: revista de letras y ciencias humanas, ISSN 0020-4536, N.º 511, 1989, pag. 23
- Querer donde no te aman. Insula: revista de letras y ciencias humanas, ISSN 0020-4536, N.º 541, 1992, pags. 18-19
- El hombro izquierdo. Cuadernos hispanoamericanos, ISSN 0011-250X, N.º 543, 1995, pags. 55-60
- Lugar ninguno. Cuadernos hispanoamericanos, ISSN 0011-250X, N.º 437, 1986, pags. 133-138